# Woolworth's
 (octobre 2009).
Si vous disposez d'ouvrages ou d'articles de référence ou si vous connaissez des sites web de qualité traitant du thème abordé ici, merci de compléter l'article en donnant les références utiles à sa vérifiabilité et en les liant à la section « Notes et références ».
Ne doit pas être confondu avec Woolworths Group (Australie).
F. W. Woolworth Company ou simplement Woolworth's est une ancienne entreprise américaine de distribution spécialisée dans les magasins à prix unique. Fondée en 1878, elle s'est recentrée en 2001 dans l'habillement sportif sous le nom de Foot Locker Inc (NYSE : FL).

## Histoire

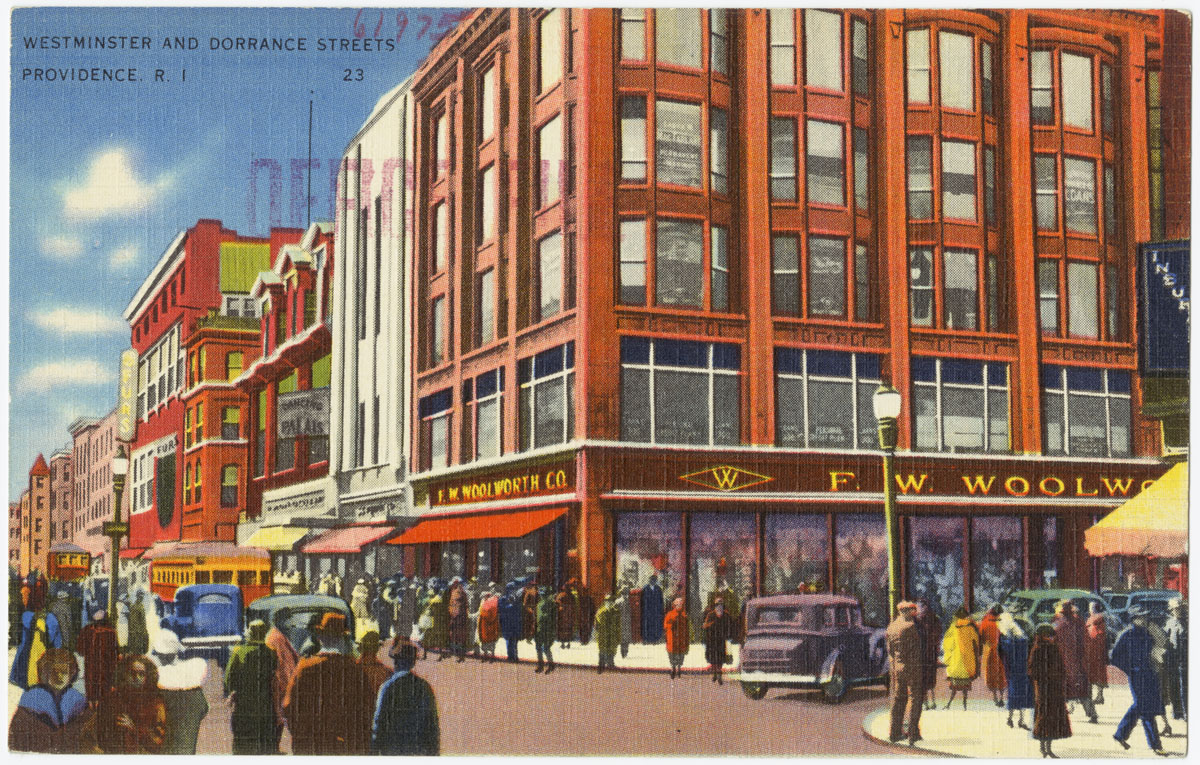
Carte postale du magasin FW Woolworth à Providence (Rhode Island), dans les années 1930-1940.